# Nenass
Erikson Spinola Lima, detto Nenass (5 luglio 1995), è un calciatore capoverdiano, difensore o centrocampista svincolato.

## Carriera

### Club
Nenass ha vestito la maglia della Mindelense. Ha sostenuto un provino con i portoghesi del Braga e a novembre 2014 un altro con gli svedesi del Malmö FF, entrambi infruttuosi.
Nel 2016 ha giocato per il Vålerenga 2, squadra riserve del club omonimo. A settembre dello stesso anno è passato al KFUM Oslo, per cui ha esordito in 1. divisjon in occasione della sconfitta per 3-2 subita sul campo del Kristiansund BK, in data 11 settembre, in cui è stato schierato titolare. L'11 giugno 2017 ha trovato il primo gol con questa maglia, nel 3-3 casalingo contro l'Asker.
Dopo un breve provino, in data 8 agosto 2017 è stato ingaggiato dal Sarpsborg 08. Il 17 settembre ha esordito in Eliteserien, schierato titolare nella sconfitta per 5-0 arrivata in casa del Tromsø.
Il 2 febbraio 2018, Nenass è stato ingaggiato dall'Aalesund: ha firmato un contratto valido fino al 31 dicembre 2020. Il 3 aprile ha giocato la prima partita in squadra, in occasione del pareggio per 0-0 contro il Sogndal. L'8 aprile ha trovato il primo gol, nella vittoria per 1-2 in casa del Levanger.
Ha contribuito alla promozione in Eliteserien dell'Aalesund, arrivata al termine del campionato 2019. Il 21 ottobre 2020 ha prolungato il contratto che lo legava al club, fino al 31 dicembre 2022.

### Nazionale
Il 1º ottobre è stato convocato da Capo Verde in vista della partita contro la Liberia, sfida valida per le qualificazioni al mondiale 2022. Il 7 ottobre ha pertanto effettuato il proprio esordio, subentrando a Patrick Andrade nella vittoria per 1-2 contro la nazionale liberiana, ad Accra.

## Statistiche

### Presenze e reti nei club
Statistiche aggiornate al 25 gennaio 2023.
| Stagione         | Club             | Campionato       | Campionato | Campionato | Coppe nazionali | Coppe nazionali | Coppe nazionali | Coppe continentali | Coppe continentali | Coppe continentali | Supercoppe | Supercoppe | Supercoppe | Totale | Totale |
| Stagione         | Club             | Comp             | Pres       | Reti       | Comp            | Pres            | Reti            | Comp               | Pres               | Reti               | Comp       | Pres       | Reti       | Pres   | Reti   |
| ---------------- | ---------------- | ---------------- | ---------- | ---------- | --------------- | --------------- | --------------- | ------------------ | ------------------ | ------------------ | ---------- | ---------- | ---------- | ------ | ------ |
| gen.-set. 2016   | Vålerenga 2      | 2D               | 6          | 0          | -               | -               | -               | -                  | -                  | -                  | -          | -          | -          | 6      | 0      |
| set.-dic. 2016   | KFUM Oslo        | 1D               | 7          | 0          | CN              | -               | -               | -                  | -                  | -                  | -          | -          | -          | 7      | 0      |
| gen.-ago. 2017   | KFUM Oslo        | 2D               | 14         | 1          | CN              | 3               | 0               | -                  | -                  | -                  | -          | -          | -          | 17     | 1      |
| Totale KFUM Oslo | Totale KFUM Oslo | Totale KFUM Oslo | 21         | 1          |                 | 3               | 0               |                    | -                  | -                  |            | -          | -          | 24     | 1      |
| ago.-dic. 2017   | Sarpsborg 08     | ES               | 1          | 0          | CN              | -               | -               | -                  | -                  | -                  | -          | -          | -          | 1      | 0      |
| 2018             | Aalesund         | 1D               | 24+4       | 1+0        | CN              | 1               | 0               | -                  | -                  | -                  | -          | -          | -          | 29     | 1      |
| 2019             | Aalesund         | 1D               | 17         | 0          | CN              | 5               | 0               | -                  | -                  | -                  | -          | -          | -          | 22     | 0      |
| 2020             | Aalesund         | ES               | 14         | 0          | -               | -               | -               | -                  | -                  | -                  | -          | -          | -          | 14     | 0      |
| 2021             | Aalesund         | 1D               | 28         | 0          | CN              | 2               | 0               | -                  | -                  | -                  | -          | -          | -          | 30     | 0      |
| 2022             | Aalesund         | ES               | 29         | 2          | CN              | 2               | 0               | -                  | -                  | -                  | -          | -          | -          | 31     | 2      |
| Totale Aalesund  | Totale Aalesund  | Totale Aalesund  | 112+4      | 3+0        |                 | 10              | 0               |                    | -                  | -                  |            | -          | -          | 126    | 3      |
| Totale           | Totale           | Totale           | 140+4+     | 4+0+       |                 | 13+             | 0+              |                    | -                  | -                  |            | -          | -          | 157+   | 4+     |